# Eleccions parlamentàries cubanes de 2018
Les eleccions a la novena Assemblea Nacional del Poder Popular de Cuba està previst que se celebrin l'11 de març de 2018, amb la finalitat de renovar els representants de l'Assemblea Nacional, tant diputats com delegats provincials, per un mandat de cinc anys.
La nova assemblea elegirà el Consell d'Estat, i designarà el president, que serà el responsable de les funcions de l'Estat i govern. Raúl Castro va afirmar que no es presentaria en aquestes eleccions i per tant, no es postularà per a un nou període a la presidència. El nou president l'escollirà l'Assemblea Nacional sortint de les eleccions.

## Llei electoral
L'Assemblea Nacional del Poder Popular de Cuba és un parlament unicameral integrat per 612 diputats elegits en les eleccions, un per cada regió. Per ser elegit, un candidat ha d'obtenir almenys el 50% dels vots. En cas contrari, el lloc queda vacant i el Consell d'Estat de Cuba s'ha de sotmetre a la reelecció. Cada districte està representant per un únic candidat recolzat per la Comissió Nacional dels candidats. D'acord amb la llei electoral, el 50% dels candidats han de ser treballadors municipals, i els candidats restants, han de provenir de comitès que defensen la revolució (CDR), grups de camperols, d'estudiants, de dones i/o de joves.

## Resultats
El 12 de març, la Comissió Nacional Electoral de Cuba (CNE) va publicar els resultats preliminars. En conferència de premsa, el CNE va informar que tots els 605 candidats havien estat elegits Diputats per a l'Assemblea Nacional, amb una participació de 7.399.891 votants d'un total de 8.926.575 persones registrades, per tant una participació del 82.9%. Els resultats finals encara no s'han publicat.